# Nojabrsk

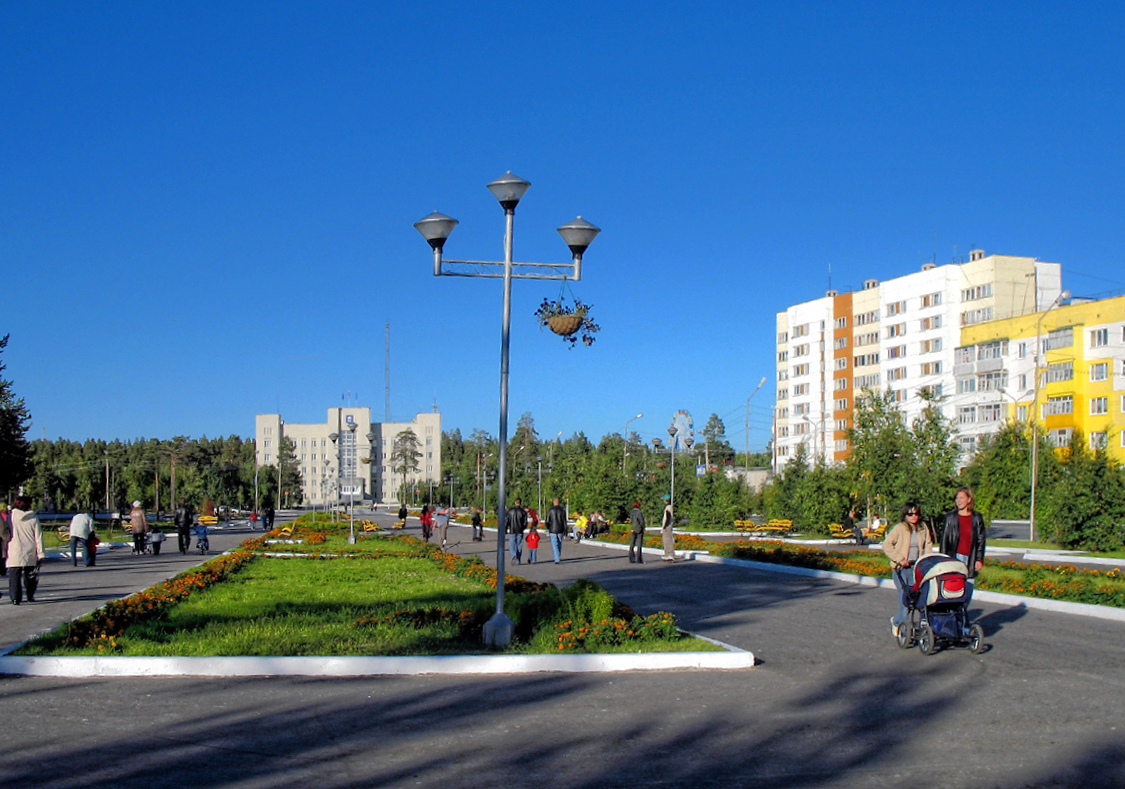
Nojabrsk.

Nojabrsk (ryska Ноя́брьск) är den näst största staden i det autonoma okruget Jamalo-Nentsien, som tillhör Tiumen oblast i Ryssland. Folkmängden uppgick till 107 129 invånare i början av 2015.

## Administrativt område
Nojabrsk administrerade tidigare områden utanför själva centralorten. 
| Område    | Invånarantal 9 oktober 2002 | Invånarantal 14 oktober 2010 |
| --------- | --------------------------- | ---------------------------- |
| Nojabrsk  | 96 440                      | 110 620                      |
| Landsbygd | 6 509                       | Ingen uppgift                |
| TOTALT    | 102 949                     | 110 620                      |

Det som tidigare klassades som landsbygd är numera sammanslaget med centrala Nojabrsk.

## Vänorter
- Korosten, Ukraina (1999)